# Larissa Manoela
Larissa Manoela Taques Elias Santos (Guarapuava, 28 december 2000) is een Braziliaans actrice, zangeres, model, schrijfster en stemactrice. Ze is het meest bekend door haar acteerwerk in telenovelas. Ze speelde onder meer de rol van Maria Joaquina in Carrossel.

## Filmografie

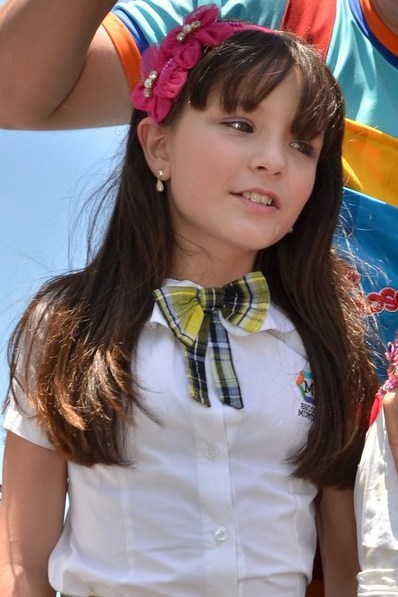
Larissa Manoela als Maria Joaquina (2013)

## Discografie
- Com Você[4] (2014)
- Além do Tempo (2019)